# Johannes Dieckmann
Johannes Dieckmann (Ottersberg, 19 gennaio 1893 – Berlino Est, 22 febbraio 1969) è stato un giornalista e politico tedesco.
È stato membro del Partito Liberal-Democratico di Germania e Presidente della Volkskammer dal 1949 al giorno della sua morte nel 1969, carica in virtù della quale dovette agire per alcuni giorni come vicario della presidenza statale sia nel 1949 che nel 1960.

## Biografia

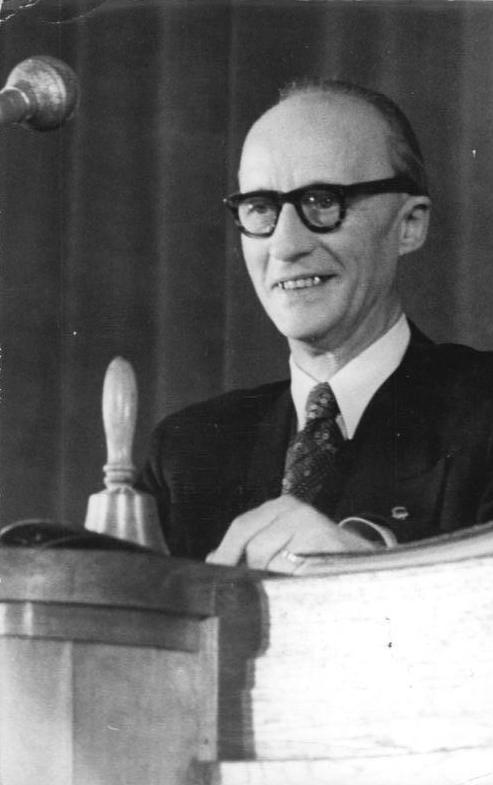
Johannes Dieckmann Presidente della Volkskmmer, in una foto nel 1950

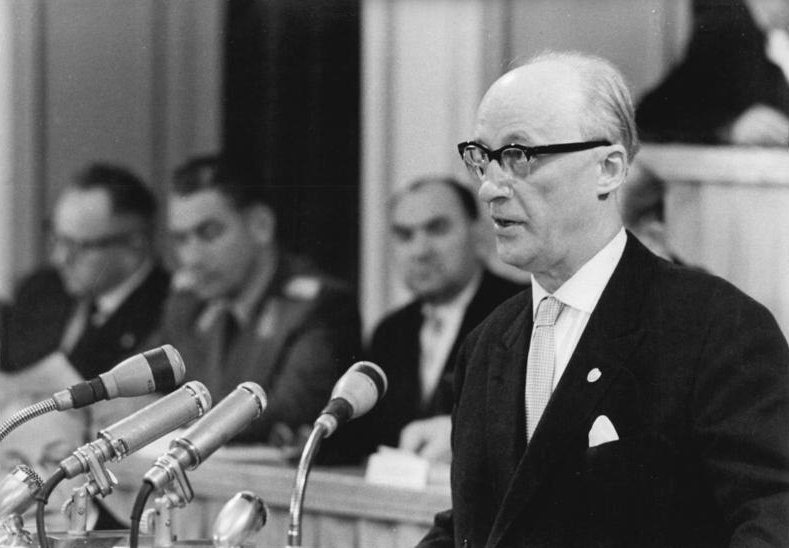
Johannes Dieckmann a Berlino, al 14º Incontro della Volkskammer

Dieckmann era figlio di un pastore. Ha studiato economia e filosofia all'Università Humboldt di Berlino, all'Università di Gießen e all'Università Georg-August di Gottinga. A Berlino è diventato un membro della VDST di Berlino.
Nel 1916 fu chiamato alle armi. Nel novembre 1918 è stato Presidente del Consiglio dei lavoratori e dei soldati.
Dopo la fine della prima guerra mondiale Dieckmann ha aderito al DVP ed è stato uno dei più stretti collaboratori di Gustav Stresemann. Dieckmann è stato successivamente Segretario del DVP nei distretti di Weser-Ems, Basso Reno e Sassonia. Dal 1929 al 1930 e dal 1933 apparteneva al Landtag della Sassonia. Dal 1933 al 1939 ha lavorato come amministratore delegato di diverse associazioni di categoria di carbone. Nell'agosto del 1939 venne convocato dalla Wehrmacht, uscì a gennaio 1941 come capitano di riserva. Successivamente è stato fino al 1945 direttore del sindacato del carbone della Slesia. Nel 1944 Dieckmann era collegato con l'attentato del 20 luglio 1944, quando suo cugino Albrecht Mertz von Quirnheim venne coinvolto, chiesto sotto osservazione rigorosa della Gestapo.
Dopo la fine della seconda guerra mondiale Dieckmann ha fondato il "Commercio del carbone Sassone" e la casa editrice "Sassone Tageblatt". È stato anche cofondatore del Partito liberal-democratico in Sassonia. Dal 1946 è stato membro del Partito Liberal-Democratico al parlamento della Sassonia ed ha sostenuto l'inclusione del suo partito nel sistema del blocco di partito nella RDT. Dal 1948 ha lavorato come Ministro della Giustizia e Vice Primo Ministro della Sassonia. Dal 1949 al 1969 è stato Vice presidente del Partito Liberal-Democratico e Presidente di sezione della Volkskammer della RDT. Nel suo ruolo di vice presidente del Partito Liberal-Democratico, è stato dal 1960 fino alla sua morte nel 1969, uno dei Vicepresidenti del Consiglio di Stato della Repubblica Democratica Tedesca. Nel 1947 è tra i fondatori della Società per lo Studio della Cultura dell'Unione Sovietica, dal 1949 della Società per l'amicizia tedesco-sovietico (DSF), ed è stato membro del Comitato Centrale. Dal 1963 al 1968 è stato Presidente della DSF.
Lo scrittore Friedrich Dieckmann (1937) è suo figlio.
La tenuta di Dieckmann è entrata nell'Archivio Centrale del LDPD a Berlino, e da lì, nel 1991 nell'Archivio del liberalismo dopo Gummersbach.